# Hanna Matslofva
Hanna Matslofva, née le 29 septembre 1994 est une skieuse de vitesse suèdoise.

## Biographie
En 2012, elle fait ses débuts à l'âge de 17 ans dans la catégorie-reine S1.
Entre 2012 et 2020, elle se classe 8 fois dans le top-5 du classement général de la Coupe du monde S1, dont 4 fois 4e. Elle a 8 podiums à son actif sur les épreuves de coupe du monde. 
Son meilleur classement aux championnats du monde S1 est une 4e place en 2022 à Vars.
Son record personnel est de 204,190 km/h  (en 2016 à Vars).